# Majar

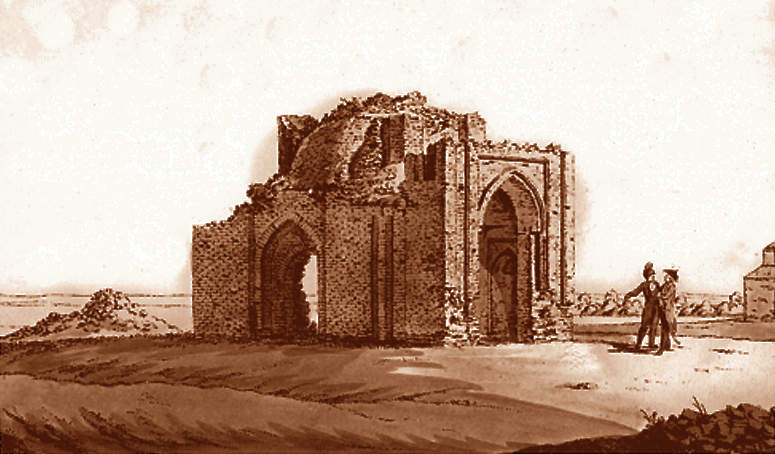
Capela islâmica em Majar, desenho por G. Geisler(Pallas, 1799)

Majar ou Macar (AFI: [mʌˈʤar]) foi uma cidade medieval da Horda de Ouro, localizada no norte do Cáucaso, atual região de Stavropol, às margens do Rio Kura.
A cidade desempenhou um papel importante no comércio entre o Volga, Urais, Cáucaso e a região do Mar Negro. Em 1310-1311 a cidade cunhou sua própria moeda. Em 1395 a cidade, junta com muitas outras da Horda de Ouro como Ukek e Sarai, foi destruída pelas tropas de Tamerlão, em meio à guerra contra Toquetamis.
As várias ruínas da cidade estão localizadas próximas a Budennovsk, Krai de Stavropol, no sudoeste da Rússia.
Provavelmente uma desconhecida cidade cazar se localizava ai, datada do século II.
1. ↑  sso.passport.yandex.ru https://dzen.ru/a/W_hrSHk97ACqYFdN. Consultado em 27 de setembro de 2024 Em falta ou vazio |título= (ajuda)